# Henry Lee Lucas
Henry Lee Lucas (ur. 23 sierpnia 1936 w Blacksburgu, zm. 13 marca 2001 w Huntsville) – amerykański przestępca, skazany za morderstwa i nazwany największym seryjnym mordercą Ameryki. Przyznał się do popełnienia około 600 morderstw, razem z Ottisem Toolem pomiędzy 1975 a 1983 rokiem. W wywiadach z jednym z dziennikarzy stwierdził, że to policja zmusiła go do tego przyznania i nie jest seryjnym zabójcą. Został skazany na karę śmierci za kilka morderstw.

## Życiorys
Lucas urodził się w 1936 roku w Blacksburg w stanie Wirginia. Był synem prostytutki i kalekiego mężczyzny. Matka często zmuszała syna do zakładania dziewczęcych ubrań oraz obserwowania jej aktów seksualnych z klientami. 11 stycznia 1960 roku zabił swoją matkę. Szybko został zatrzymany, osądzony i skazany. Po dziesięciu latach wypuszczono go z zakładu karnego, gdyż sąd uwierzył w możliwość jego resocjalizacji.

## Zbrodnie
Po wyjściu z więzienia Lucas poznał kobietę, z którą zaczął romansować, jednak gdy wyszło na jaw, że Lucas molestuje jej córki, ta natychmiast zerwała z nim wszelkie kontakty. Niedługo później Lucas wyjechał na Florydę, gdzie poznał Ottisa Toola. Wkrótce obaj zaczęli napadać na młode kobiety, głównie prostytutki, turystki, autostopowiczki i uciekinierki z domu. Lucas i Toole zabijali ofiary, czasem odbywali stosunek z ich zwłokami, a następnie ćwiartowali ich ciała. Zwłoki ofiar ukrywali najczęściej w trudno dostępnych miejscach. Lucas i Toole unikali sprawiedliwości, prawdopodobnie dlatego, że po każdym zabójstwie odjeżdżali jak najdalej od miejsca zbrodni. Lucas wpadł, gdy zabił kobietę, z którą utrzymywał wcześniej regularne kontakty. Przyznał się do zbrodni i opowiedział detektywom ze szczegółami, jak do niej doszło. Opowiedział również o morderstwach dokonanych razem z Toolem. W listopadzie 1983 roku powołano zespół, którego zadaniem była analiza wszystkich przypadków zabójstw, które przypominały te dokonane przez Lucasa i Toola. Chodziło głównie o osoby znalezione w pobliżu dróg, których ciała zostały w jakiś sposób rozczłonkowane.
15 czerwca 1983 roku Lucas i Toole zostali skazani za wielokrotne morderstwa, przez sąd w Huntington (Wirginia Zachodnia) na karę śmierci. W obu przypadkach wyroku nie wykonano.

## Fałszywe zeznania
Po jego uwięzieniu ilość ofiar do których zabicia się przyznał zaczęła budzić wątpliwości. Krytycy twierdzili, że Lucas przyznawał się do spraw o które go pytano aby zapewnić sobie lepsze warunki więzieniu, a Strażnicy Teksasu użyli go aby zamknąć setki nierozwiązanych spraw. w 1985 gazeta Dallas Times Herald opublikowała serię artykułów podważajcą wiarygodość zeznań. Dziennikarze przedstawili chronologię wydarzeń, obliczając że aby dokonać kilku przypisanych mu morderstw, musiałby przejechać w ciągu miesiąca 18 tysięcy mil. Przypisane mu zbrodnie nie miały wspólnego wzorca, okoliczności ani powtarzalnego narzędzia. Części morderstw nie mógł dokonać bo z informacji na temat opłat drogowych wynikało, że w tym czasie był gdzie indziej. Biuro Strażników Teksasu próbowało ukryć te dane przez innymi śledczymi.
W przypadku części spraw wykazano potem, że sprawcą był ktoś inny. W 2023 roku aresztowano mężczyznę, którego DNA pasuje do śladów znalezionych na ciele ofiary morderstwa z 1981 roku, do którego początkowo przyznał się Lucas.
W 1996 roku Toole zmarł na marskość wątroby, natomiast wyrok Lucasa został przekształcony w karę dożywotniego pozbawienia wolności przez urzędującego wówczas gubernatora stanu Teksas – George'a W. Busha. Lucas zmarł na atak serca w 2001 roku.
Dokładna liczba zabójstw dokonanych zarówno przez Lucasa, jak i Toole do dziś nie jest znana.

## Ofiary Lucasa
Lista zawiera osoby, za których zamordowanie Lucas został skazany.
- Viola Lucas (lat 74) – matka Henry’ego, zamordowana 11 stycznia 1960 roku.
- Debra Jackson(inne języki) (Orange Socks) – zamordowana 31 października 1979 roku.
- Frieda „Becky” Powell (lat 15) – zamordowana 21 sierpnia 1982 roku.
- Kate Rich (lat 82) – zamordowana 14 września 1982 roku.